# Neustria
Lãnh thổ Neustria hay Neustrasia, có nghĩa là "đất phương Tây mới", có nguồn gốc từ năm 511, khi vua Clovis I mất, đã chia đất cho 4 người con trai. Nó bao gồm các vùng từ Aquitaine đến eo biển Anh, hầu như tương đương với vùng phía bắc của Pháp ngày nay, với Paris và Soissons là các thành phố chính của nó (diện tích xấp xỉ kích thước hiện tại của Anh và xứ Wales). Neustria là phần phía tây của đế quốc Frank sau này, nằm dưới sự cai trị của triều đại Meroving từ 511 đến 737.
Sau này Neustria trở thành một thuật ngữ để chỉ khu vực giữa sông Seine và sông Loire được biết đến như Neustriae Regnum, một tiểu vương quốc thuộc đế quốc Caroling và sau đó là Tây Frank. Các vua Caroling cũng thiết lập công quốc Neustria, một công quốc biên giới chống lại những người Breton và người Viking kéo dài cho đến khi chế độ quân chủ Capet được thành lập vào cuối thế kỷ thứ 10.
Neustria cũng được sử dụng như một thuật ngữ cho Tây Bắc nước Ý trong thời kỳ thống trị của Lombard. Nó tương phản với phía đông bắc, được gọi là Austrasia, một thuật ngữ mà cũng được dùng để chỉ Đông Frank.